# Bruttokraftstoffertrag
Der Bruttokraftstoffertrag ist eine Kenngröße für Biokraftstoffe auf der Basis von Agrarrohstoffen. Er gibt den produzierbaren Energiegehalt eines Biokraftstoffs pro Fläche an und ist damit eine Kenngröße für die Flächenproduktivität. Der Energiegehalt ergibt sich aus dem Produkt der produzierten Menge des Kraftstoffs und dessen Energiegehalt (Brennwert).
Angegeben wird der Bruttokraftstoffertrag in der Regel als GJ/ha (Gigajoule pro Hektar). Alternativ erfolgt die Angabe in l Kraftstoffäquivalente/ha, wobei die Menge des durch den Biokraftstoff ersetzten Kraftstoffs (Benzin oder Dieselkraftstoff) auf der Basis des unteren Heizwertes verwendet wird.
Der Bruttokraftstoffertrag berücksichtigt lediglich die im Kraftstoff enthaltene Energie, jedoch nicht die zur Erzeugung des Biokraftstoffs aufgewendete Energie. Zur Beurteilung der tatsächlich eingesparten fossilen Energie pro Hektar dagegen muss der Nettoenergieertrag bestimmt werden.